# Coelorinchus polli
Coelorinchus polli är en fiskart som beskrevs av Marshall och Iwamoto, 1973. Coelorinchus polli ingår i släktet Coelorinchus och familjen skolästfiskar. Inga underarter finns listade i Catalogue of Life.